# 救世 (电影)
《救世》是一部2014年的丹麦西部片，由Kristian Levring导演，由麦斯·米科尔森、伊娃·格林、杰弗里·迪恩·摩根、乔纳森·普雷斯、埃里克·坎通纳、米凯尔·佩斯布兰特、道格拉斯·亨歇尔和迈克尔·雷蒙德-詹姆斯主演。

## 剧情
1864年普丹战争后，丹麦退伍军人乔恩 (Jon) 和他的兄弟彼得 (Peter) 从丹麦移民到美国，并在密西西比河和落基山脉之间的一处地方定居。七年后，乔恩的妻子玛丽 (Marie) 和他10岁的儿子克里斯汀 (Kresten) 终于来到这里与他团聚。一家人登上了马车准备前往他们的住所，彼得将在之后与他们碰头。可天不如人意，他们坐上的马车里还有两个的刚被释放的罪犯保罗 (Paul) 和莱斯特 (Lester)。两名罪犯在路途中欲非礼乔恩的妻子，为此乔恩与他们发生了激烈的斗争，最后犯罪分子将乔恩从车厢里扔了出来，杀害了他的儿子，奸杀了他的妻子。
乔恩拼劲全力追上马车，在路上他看见了儿子的尸体，随即也看见了停在树林旁，已经失去马夫的马车。他愤怒地开枪杀死了两个罪犯，最后发现了死在马车里的妻子。
乔恩不知道的是，他杀的其中一人是当地臭名昭著的强盗头目亨利·德拉鲁 (Henry Delarue) 的兄弟。三个无辜的生命被德拉鲁以抓不到凶手的代价为理由杀害，忌惮德拉鲁暴行的居民们最后选择抓住乔恩以换取自保的机会。而随着后续彼得为了救他而牺牲，见识到人性险恶的乔恩也正式踏上了复仇的血路。

## 演员表
- 麦斯·米科尔森 饰演 Jon Jesen, 丹麦退伍军人
- 伊娃·格林 饰演 Madelaine，饱受虐待的哑巴，德拉鲁一直渴求得到的女人
- 杰弗里·迪恩·摩根 饰演 Henry Delarue, 美国内战时期的前联邦陆军上校，现在是一个臭名昭著的强盗
- 埃里克·坎通纳 饰演 The Corsican
- 米凯尔·佩斯布兰特（英语：Mikael Persbrandt） 饰演 Peter, 乔恩的兄弟
- 道格拉斯·亨歇尔 饰演 Sheriff Mallick
- 迈克尔·雷蒙德-詹姆斯 饰演 Paul Delarue
- 乔纳森·普雷斯 饰演 Mayor Keane
- Alex Arnold 饰演 Voichek
- Nanna Øland Fabricius 饰演 Marie, 乔恩的妻子
- Toke Lars Bjarke 饰演 Kresten, 乔恩的儿子
- 西恩·卡麦隆·迈克尔 饰演 Lester
- Carl Nel 饰演 Stagecoach Whip
- Sivan Raphaely 饰演 Mrs. Delgado
- Grant Swanby 饰演 Joe No Legs
- Robert Hobbs 饰演 Silvertooth
- Adam Neill 饰演 Mr. Bradley
- 朗利·柯克伍德 饰演 Man with Beard

## 电影拍摄
电影于2013年4月8日开始在南非约翰内斯堡拍摄。  

## 电影评价
在评论聚合网站烂番茄上，平均评分为 6.4/10。 
在Metacritic上这部电影获得了64分（满分100分），表现为“大致好评”。 